# Ања Андерсен
Ања Андерсен, (Оденсе, 15. фебруар 1969) бивша је данска рукометашица. Након завршетка играчке каријере ради као рукометни тренер. Она је олимпијска шампионка, шампионка света и два пута шампионка Европе. Године 1997. проглашена је за IHF светску играчицу године. Сматра се једном од најбољих рукометашица свих времена.

## Биографија
Ања Андерсен је позната по својим вештинама као офанзивна играчица, као и по снажном темпераменту и храбрости да прави драматичне сцене и смеле трикове током меча. Била је важан део ренесансе данског рукомета током 1990-их. Њен темперамент и импресивно умеће оставили су утисак на све. Након прве златне медаље на Европском првенству 1994, репрезентација је од миља стекла надимак „гвоздене даме” и статус народног спортског хероја.
Иако је рукометна репрезентација 1990-их имала много профила, неоспорно је да је Ањин био најплоднији и најконтроверзнији. Док нико није доводио у питање њене вештине, њен темперамент, који је изазвао бројна искључења са мечева високог профила, био је предмет расправе. Током Летњих олимпијских игара 1996. норвешки тренер Улрик Вилбек ју је накратко искључио из тима због спорова око њеног стила игре и понашања на паркету.
За женску рукометну репрезентацију Данске одиграла је 133 утакмице и постигла 725 голова.
Андерсен је такође била особа која је у рукомет увела у прави спектакл. Под великим утицајем кошарке и посебно Харлем Глобтротерса, она је измислила стил игре усмерен на публику, а не на противнички тим. По одласку у пензију као активна играчица организовала је „тим снова“ најбољих рукометашица 2000. и 2001. године који је играо против изабраног тима Данске. Мечеви „тима снова” су били успешни, али су престали када Андерсенова више није могла сама да активно игра.
Ања Андерсен је 1997. проглашена за ИХФ играча године. Са репрезентацијом Данске је освојила златну медаљу на Олимпијским играма 1996, на Светском првенству 1997, као и на два Европска првенства 1994. и 1996. године. Поред тога има и освојену сребрну медаљу на Светском првенству 1993. године.
Због срчаних проблема завршава играчку каријеру 1999. године, и убрзо почиње тренерску. Године 2006. постављена је за селектора женске рукометне репрезентације Србије и Црне Горе али се на тој функцији кратко задржала.

## Подучавање
Андерсенова је одмах почела да тренира клуб Слагелс из Данске женске рукометне лиге. Прво је помогла тиму да дође до највише лиге, а касније су три пута освоји Лигу шампиона, 2003/04, 2004/05 и 2006/07. Године 2006. тренирала је и репрезентацију Србије.
Године 2008, напустила је Слагелс и прешла у ФЦК Хандболд. Године 2010, напустила је ФЦК Хандболд, јер се клуб распао и одлучила да направи паузу пре него што буде тренер новог тима.
У фебруару 2011, Андерсен је постала нови тренер Олчим Рамницу Валцеа. Овај румунски клуб ју је ангажовао у покушају да освоји Лигу шампиона.
У марту 2011, после мање од два месеца тренирања, добила је отказ због лоших резултата, изгубивши два меча од укупно четири на клупи Олчима у главном колу Лиге шампиона.

## Успеси

### Достигнућа
Током своје активне рукометашице освајала је бројне турнире:
- 1987   медаља светског јуниорског првенства
- 1992 Шампион Норвешке лиге са Бакелагетом
- 1993   Светско првенство у рукомету за жене 1993.
- 1994  Европско првенство у рукомету за жене 1994.
- 1995  Светско првенство у рукомету за жене 1995.
- 1996  Летње олимпијске игре 1996.
- 1996  Европско првенство у рукомету за жене 1996.
- 1997  Светско првенство у рукомету за жене 1997.
- 1997 ИХФ играч године[17] (Према подацима из 2022, она је једина данска играчица поред голмана Сандре Тофт која је освојила ову титулу, а до 1. марта 2012. године, када је Микел Хансен освојио титулу, била је једини дански играч, мушки или женски, која ју је икада освојио) .

Њена тренерска каријера такође је дала резултате:
- 2003, 2005. и 2007. победник Данске женске рукометне лиге са Слагелсом
- 2004, 2005, 2007 победник EHF женске Лиге шампиона[18][19][20] са Слагелсом

### Признања
- 1994: Проглашен за другу најбољу рукометашцу света
- 1997: Проглашен за најбољу рукометашицу света
- 2007: Уврштена је у Данску дворану славних
- 2009: Матилдина награда за оспоравање конвенције тренера елитних спортиста.[21]